# 萧辖剌
萧辖剌（？—913年），又名萧实鲁契丹国大臣。契丹审密部人。契丹后族。辽太祖耶律阿保机时北府宰相。
907年，耶律阿保机即位契丹八部的可汗，萧辖剌担任首任北府宰相，耶律欧里思担任首任南府宰相。913年五月癸丑，萧辖剌和耶律剌葛、涅里衮谋反兵败，前北宰相萧实鲁（萧辖剌）、耶律寅底石自刎未死。萧辖剌被擒后被耶律阿保机处死。